# 리오산후안주

리오산후안 주의 위치

리오산후안주(스페인어: Departamento de Río San Juan)는 니카라과 남동부에 위치한 주로 주도는 산카를로스이며 면적은 7,473km2, 인구는 95,500명(2005년 기준)이다. 니카라과호, 대서양과 접하며 남쪽으로는 코스타리카와 국경을 접한다. 6개 지방 자치체를 관할한다.

주기
주 문장